# Thereva turneri
Thereva turneri är en tvåvingeart som beskrevs av Lyneborg 1976. Thereva turneri ingår i släktet Thereva och familjen stilettflugor. Inga underarter finns listade i Catalogue of Life.